# Sebastián Anchoverri
Sebastián Ezequiel Anchoverri Ponce (Lomas de Zamora, 26 aprile 1991) è un calciatore argentino, portiere del Gimnasia (J).

## Carriera
Cresciuto nelle giovanili del Lanús, nel 2012 è stato ceduto al San Telmo. Ha esordito il 29 aprile 2013 in occasione del match perso 2-0 contro l'Almagro.

## Statistiche

### Presenze e reti nei club
Statistiche aggiornate al 17 aprile 2018.
| Stagione      | Squadra       | Campionato    | Campionato | Campionato | Coppe nazionali | Coppe nazionali | Coppe nazionali | Coppe continentali | Coppe continentali | Coppe continentali | Altre coppe | Altre coppe | Altre coppe | Totale | Totale | Totale |
| Stagione      | Squadra       | Comp          | Pres       | Reti       | Comp            | Pres            | Reti            | Comp               | Pres               | Reti               | Comp        | Pres        | Reti        | Pres   | Reti   |        |
| ------------- | ------------- | ------------- | ---------- | ---------- | --------------- | --------------- | --------------- | ------------------ | ------------------ | ------------------ | ----------- | ----------- | ----------- | ------ | ------ | ------ |
| 2016-2017     | Olimpo        | PD            | 0          | 0          | CA              | 0               | 0               |                    | -                  | -                  |             | -           | -           | 0      | 0      |        |
| 2017-2018     | Olimpo        | PD            | 4          | -9         | CA              | 0               | 0               |                    | -                  | -                  |             | -           | -           | 4      | -9     |        |
| Totale Olimpo | Totale Olimpo | Totale Olimpo | 4          | -9         |                 | 0               | 0               |                    | -                  | -                  |             | -           | -           | 4      | -9     |        |